# Iximché
Iximché is een precolumbiaanse Mayaruïne in de westelijke hooglanden van Guatemala. Het was de hoofdstad van het koninkrijk van de Kaqchikel Maya's van 1470 tot 1524. De plaatsnaam is afgeleid van de Mayanaam voor een boomsoort (Brosimum alicastrum) die in die omgeving voorkomt.